# Norman Vaughan
Norman Dane Vaughan (* 19. Dezember 1905 in Salem, Massachusetts; † 23. Dezember 2005 in Anchorage, Alaska) war ein US-amerikanischer Polarforscher und Schlittenhundeführer.

## Leben
Vaughan war der Sohn eines wohlhabenden Gerbers und Schusters. In seiner Jugend begeisterte er sich für die Berichte der ersten Polarexpeditionen und brach im Jahre 1928 sein Studium in Harvard ab, als er hörte, dass Richard Evelyn Byrd eine Antarktisexpedition plante. Byrd nahm ihn in sein Team auf. Zur Würdigung von Vaughans Leistungen während der von 1928 bis 1930 dauernden Byrd Antarctic Expedition wurde ein antarktischer Berg, der Mount Vaughan, nach ihm benannt.
Mit den auf der Expedition gewonnenen Kenntnissen nahm er 1932 an einem Schlittenhunderennen im Rahmen der Winterolympiade in Lake Placid (New York) teil.
Während des Zweiten Weltkriegs war Vaughan Schlittenhundeführer Colonel in der US Army und war an Rettungsaktionen in Grönland beteiligt.
Im Alter von 68 Jahren zog Vaughan nach Alaska, um nach der Scheidung von Carolyn Muegge und seinem Bankrott ein neues Leben zu beginnen. Er nahm in der Folge 13 Mal am Iditarod teil, dem längsten Schlittenhunderennen der Welt, und sorgte für Aufruhr bei der Präsidentenvereidigung 1976, zu der er als Repräsentant Alaskas mit Schlittenhunden erschien. 1980 und 1984 nahmen er und die alaskischen Gesandten auch offiziell an der Parade teil.
1994 nahm er mit 88 Jahren an einer Expedition teil, die den nach ihm benannten Mount Vaughan bestieg. Drei Jahre darauf organisierte er das Norman Vaughan Serum Run, um an die Lieferung von Diphtherieserum von Nenana nach Nome im Jahr 1925 zu erinnern (siehe Diphtherieepidemie in Nome).
Seine Pläne, hundertjährig im Dezember 2005 auf den Mount Vaughan zurückzukehren, scheiterten im August des Jahres an fehlendem Kapital, so dass er sie auf 2006 verschob.
Da Vaughan seiner Mutter versprochen hatte, niemals Alkohol zu trinken, bis er 100 wäre, trank er sein erstes Glas Champagner aus Anlass seines 100. Geburtstages im Jahr 2005 während der Vorbereitungen zu dieser Expedition. Wenige Tage später verstarb Vaughan am Morgen des 23. Dezember 2005 im Alaska Medical Center.

## Werk
- With Byrd at the Bottom of the World: The South Pole Expedition of 1928-1930. Macmillan / McGraw-Hill School Pub. Co., 1992, ISBN 0-02-274969-1.
- My Life of Adventure. Stackpole Books, 1995, ISBN 0-8117-0892-6.